# 사일런트 하우스
《사일런트 하우스》(스페인어: La Casa Muda, 영어: The Silent House)는 2010년 개봉한 우루과이의 공포 영화이다.
이 영화는 1940년대에 일어난 실제 사건에서 영감을 받은 것으로 추정되어 왔으나 이 주장을 입증할 정보는 찾을 수 없다. 원래는 지역 관객을 대상으로 한 소규모 예산의 영화였지만, 여러 중요한 국제 영화제에서 성공을 거두었다.
2010년 5월 16일 제63회 칸 영화제 감독 주간에서 전 세계 최초로 상영되었다.
2012년에 열린 제84회 아카데미상의 국제영화상 우루과이 출품작으로 선정되었으나 후보작 명단에는 들지 못하였다.
2011년 엘리자베스 올슨이 주연한 미국 리메이크 영화 《사일런트 스크림》이 개봉하였다.

## 줄거리
라우라와 아버지 윌손은 외딴 곳에 있는 오래된 별장을 수리하기 위해 찾아온다. 집주인인 네스토르가 집을 팔 예정이기 때문이다. 네스토르는 2층은 불안정하니 올라가지 말라고 경고한다. 이들은 그 집에서 하룻밤을 보내기로 한다. 창문들이 모두 못으로 막혀 있어 낮에도 집 안이 밤처럼 어둡다.
라우라는 으스스한 선율이 들리자 소리의 원천인 라디오를 끈다. 얼마 후 윌손이 위층에서 나는 소리를 확인하러 올라가고, 라우라는 싸우는 듯한 소리를 듣는다. 곧 윌손은 아래층에서 결박된 채 살해당한 모습으로 발견된다. 라우라는 윌손의 시신을 끌어안고 슬퍼하며 옷에 피를 묻힌다.
라우라는 도망치려고 하지만 문들이 전부 잠겨 있다. 낫과 랜턴으로 무장한 라우라는 집을 헤매며 탈출구를 찾는다. 라우라는 윌손의 시신이 옮겨져 의자에 앉은 상태로 놓여 있고, 누군가 시신 위에 꼭두각시 인형을 올려놓은 것을 발견한다. 위층에서 또 섬뜩한 곡조가 흘러나오자 라우라는 위층으로 올라가 또 다른 라디오를 끈다. 라우라는 발소리를 듣고 숨고, 칼과 랜턴을 든 정체불명의 누군가 방에 들어왔다가 나간다. 라우라는 현관문 열쇠를 찾아 집에서 탈출한다.
정신없이 달리던 라우라는 길 위에서 멈춰 선다. 라우라를 쫓던 사람은 차를 몰고 집으로 돌아온 네스토르가 라우라를 거의 차로 칠 뻔한 순간 사라진다. 라우라는 공격을 당했다고 네스토르에게 말하지만 그는 이를 믿지 않고 직접 집 안을 수색하려 한다. 둘이 함께 집을 살피던 중 네스토르가 사라진다. 라우라는 랜턴이 꺼지자 즉석 사진기로 사진을 찍어 플래시를 터트리며 방을 비춘다. 라우라는 사진 속에 하얀 드레스를 입은 어린 소녀와 그 여자애를 찌르려고 하는 젊은 남자의 모습이 찍힌 것을 확인한다.
옆방으로 도망친 라우라는 네스토르와 속옷 차림의 여자가 찍힌 사진으로 가득한 벽과 아기차를 발견한다. 아래층에서 네스토르가 묶이고 다친 채로 발견된다. 둘은 키스를 하고 대화를 나눈다. 네스토르는 라우라를 사랑하며 라우라를 보고 싶어서 윌손에게 연락했다고 말한다. 라우라는 그의 사진들을 언급하며 묻는다. “그녀가 그리워요? 그녀에게 해주고 싶은 말이 있어요? 그녀는 지금 여기 있어요.” 거울 속에는 한 어린 소녀가 마치 지금 이 방에 있는 것처럼 나타난다. 대화가 진행될수록 라우라는 점점 공격적으로 변하다가 마침내 소리친다. “당신 둘이 내 아기를 죽였어. 당신은 내 아버지처럼 죽을 거야.”
라우라는 의자에서 윌손의 시신을 치운 후 네스토르를 대신 앉히고, 그 위에 인형을 올려놓은 뒤 낫으로 그를 살해한다. 엔딩 크레디트에 라우라, 네스토르, 윌손의 과거 사진이 나온다. 영화는 이어 라우라가 사진들을 태운 뒤 숲속을 걸어가는 모습을 보여주고 끝난다.

## 출연진
- 플로렌시아 콜룩시 - 라우라 역
- 아벨 트리팔디 - 네스토르 역
- 구스타보 알론소 - 윌손 역